# Moraea balundana
Moraea balundana là một loài thực vật có hoa trong họ Diên vĩ. Loài này được Goldblatt miêu tả khoa học đầu tiên năm 1977 publ. 1978.